# 篠岬ことみ
篠岬 ことみ（しのさき ことみ、1995年6月7日 - ）は、日本のAV女優。

## 出演作

### 2016年
動画配信
- ハンドジョブジャパン（3月15日・5月15日、Digital J media） 共演：黒木歩
- ハンドジョブジャパン（5月25日・6月25日、Digital J media）
- ハンドジョブジャパン（9月15日、Digital J media） 共演：如月ジュリ
- フェラチオジャパン（3月25日・4月29日、Digital J media） 共演：黒木歩
- フェラチオジャパン（4月8日・5月13日・7月29日、Digital J media）
- フェラチオジャパン（9月23日、Digital J media） 共演：如月ジュリ
- Sperm Mania（4月14日、Digital J media）